# Madar (Indonesië)
Madar is een bestuurslaag in het regentschap Alor van de provincie Oost-Nusa Tenggara, Indonesië. Madar telt 446 inwoners (volkstelling 2010).